# کشتی کانتینری کلاس E
کشتی کانتینری کلاس-E (به انگلیسی: E-class container ship) یک کلاس از کشتی است که طول آن ۳۹۷ متر (۱٬۳۰۲ فوت) می‌باشد. تا سال 2012، آنها بزرگترین کشتی کانتینری ساخته شده تاکنون بودند و با 398 متر (1306 فوت) طول و 56 متر (184 فوت) عرض، جزو طولانی ترین کشتی های مورد استفاده در حال حاضر هستند.